# Colin Joyce
Colin Joyce (* 6. August 1994 in Pocatello) ist ein US-amerikanischer Radrennfahrer.

## Werdegang
In der Saison 2015 machte Joyce durch mehrere Top-10-Platzierungen auf der UCI Europe Tour und im UCI Nations’ Cup U23 auf sich aufmerksam. Zur Saison 2016 wurde er Mitglied im UCI Continental Team Axeon Hagens Berman. Im selben Jahr erzielte er seinen ersten Erfolg, als er die erste Etappe der Tour of Alberta gewann und anschließend auch die Punkte- und Nachwuchswertung für sich entschied.
Bereits zur Saison 2017 erhielt er einen Vertrag beim UCI ProTeam Rally Cycling. Den ersten Erfolg für sein neues Team erzielte er beim Arctic Race of Norway 2018. Es folgten weitere Erfolge beim Rutland-Melton International CiCLE Classic im Jahr 2019 und zuletzt bei der Dänemark-Rundfahrt 2021.
Nach Auflösung seines Teams nach der Saison 2023 ging Joyce zurück auf die Vereinsebene und wurde Mitglied bei den Miami Nights.

## Erfolge
2016
- eine Etappe, Punktewertung und Nachwuchswertung Tour of Alberta
- Mannschaftszeitfahren Olympia’s Tour

2018
- eine Etappe Arctic Race of Norway

2019
- Rutland-Melton International CiCLE Classic

2021
- eine Etappe Dänemark-Rundfahrt